# Вуд-Ридж (Нью-Джерсі)
Вуд-Ридж (англ. Wood-Ridge) — місто (англ. borough) в США, в окрузі Берген штату Нью-Джерсі. Населення — 10 137 осіб (2020).

## Географія
Вуд-Ридж розташований за координатами 40°51′1″ пн. ш. 74°5′13″ зх. д. / 40.85028° пн. ш. 74.08694° зх. д. (40.850183, -74.087068). За даними Бюро перепису населення США в 2010 році місто мало площу 2,84 км², з яких 2,84 км² — суходіл та 0,00 км² — водойми.

## Демографія
Згідно з переписом 2010 року, у селищі мешкало 7626 осіб у 2939 домогосподарствах у складі 2072 родин. Було 3051 помешкання
Расовий склад населення:
| - 87,2 % — білих - 7,1 % — азіатів - 1,4 % — чорних або афроамериканців - 0,2 % — корінних американців - 2,3 % — осіб інших рас |

До двох чи більше рас належало 1,7 %. Частка іспаномовних становила 13,1 % від усіх жителів.
За віковим діапазоном населення розподілялося таким чином: 21,5 % — особи молодші 18 років, 63,8 % — особи у віці 18—64 років, 14,7 % — особи у віці 65 років та старші. Медіана віку мешканця становила 42,4 року. На 100 осіб жіночої статі у селищі припадало 93,3 чоловіків; на 100 жінок у віці від 18 років та старших — 89,3 чоловіків також старших 18 років.
Середній дохід на одне домашнє господарство становив 107 290 доларів США (медіана — 96 988), а середній дохід на одну сім'ю — 122 994 долари (медіана — 112 829). Медіана доходів становила 64 430 доларів для чоловіків та 51 560 доларів для жінок. За межею бідності перебувало 5,5 % осіб, у тому числі 6,3 % дітей у віці до 18 років та 5,3 % осіб у віці 65 років та старших.
Цивільне працевлаштоване населення становило 4316 осіб. Основні галузі зайнятості: освіта, охорона здоров'я та соціальна допомога — 21,5 %, роздрібна торгівля — 14,1 %, науковці, спеціалісти, менеджери — 13,0 %.

## Уродженці
- Джон Делейні (* 1963) — американський бізнесмен і політик-демократ, член Палати представників США